# Федоскина, Валентина Яковлевна
Федоскина Валентина Яковлевна (род. 16 сентября 1947) — главный архитектор проектов ОАО ПИ Новосибгражданпроект, Почетный архитектор РФ.

## Биография
Валентина Яковлевна родилась в семье прославленных архитекторов. Её дядей по материнской линии является архитектор Стародубов М. Н. Ему принадлежат проекты таких значимых для города Новосибирска объектов, как ТЮЗ-Театр Юного Зрителя (арх. М. Н. Стародубов, А. А. Сабиров, 1984 г.) и застройка Кропоткинского жилмассива (жилой массив на Красном проспекте, арх. М. Н. Стародубов, 1969).
ТЮЗ как большой корабль из гавани выплывает на площадь сквера между улицами Каменской и Серебренниковской. А проект застройки Красного проспекта за путепроводом железной дороги был своеобразным новаторством, так как, используя сложный рельеф, архитекторам удалось создать яркий модернистский ансамбль, совмещающий в себе городской уют и ощущение пространственной свободы.
После всеобщей демобилизации её семья переехала в 1953 году в Алтайский край, где она в 1954—1965 годы училась в 11-летней средней школе.

С 1965—1970 годы училась в Новосибирском инженерно-строительном институте им. В. В. Куйбышева на архитектурном факультете и получила специальность «Архитектор».
В 1969 году вышла замуж, имеет дочь Ольгу и внучку Валерию.

С 1971—1978 гг. работала архитектором в Проектном институте «Гипросвязь-4».

С 1978 года работает в ОАО ПИ «Новосибгражданпроект» — главным архитектором проектов.
Принимала участие в конкурсе эскиза застройки микрорайона «Береговой», 2003 г.
В настоящее время проектирует в соавторстве станцию скорой помощи в г. Салехарде и здание хлебозавода по ул. Авиастроителей.
Входит в состав ревизионной комиссии Правления Новосибирской организации Союза архитекторов России.

## Избранные проекты и постройки
Валентина Яковлевна в качестве автора и соавтора принимала участие в разработке проектов крупных жилых и общественных зданий, градостроительных комплексов в различных городах:
- жилой дом по ул. Первостроителей в г. Комсомольске — на — Амуре (1982 г.);
- техникум физкультуры и спорта в г. Новосибирске (1982 г.);
- микрорайон на Ключ-Камышенском плато (1987 г.);
- Проект застройки микрорайона по ул. Шевченко. Архитекторы: В. Бородкин, А. Бондаренко, В. Федоскина, Е. Васехо (1980-е гг.);
- проект застройки южной стороны Вокзальной магистрали (Новосибгражданпроект, 1987 г.), в разработке первоначальных вариантов участвовали архитекторы А. Михайлов, А. Скоробогатько, В. Федоскина, Е. Скуратова, О.Графова и инженер В.Юдин;
- микрорайон Х-1-З в Первомайском районе (1988 г.);
- дом-интернат в р.п. Ояш Новосибирской области (1989 г.);
- жилые дома по ул. Серафимовича, по ул. О. Жилиной, по ул. Обской (1997 г.);
- проект застройки жилых домов по ул. Ивачёва (2001 г.);
- галерейный жилой дом по ул. Ивачёва (2001 г.);
- физкультурно-оздоровительный корпус по ул. Римского-Корсакова (2001 г.);
- жилой дом по проспекту К.Маркса (за кинотеатром «Аврора») (2002 г.);
- административно-торговое здание по ул. Челюскинцев (2002 г.);
- жилые дома по улице и пер. Римского-Корсакова, ул. Блюхера, Клинической, Плахотного, Ключ-Камышенское плато, Горской, (2001—2006 гг.);
- жилые дома по улице Троллейной, ул. Танкистов, ул. Марии Ульяновой, ул. Лежена, ул. Есенина;
- жилой дом в г. Владивостоке;
- 5-этажный гараж по ул. Вертковская;
- 5-7-9-этажный дом на пр. К. Маркса;
- подстанции скорой медицинской помощи по ул. Троллейной и по ул. Трикотажной.

## Награды
- Удостоверение о присвоении звания «Ударник коммунистического труда» (1974 г.).
- Удостоверение о присвоении звания «Ударник коммунистического труда» (1984 г.).
- Диплом оргкомитета «Золотая капитель» за работу «5-7-9 этажный дом по проспекту им. К.Маркса»[5] (2003 г.).
- Малая золотая медаль на «Сибирской ярмарке» межрегиональной ассоциации «Сибирское соглашение» (2003 г.).
- Памятный знак в честь 110-летия со дня основания города Новосибирска вручен за плодотворную работу на благо города от мэрии г. Новосибирска (2003 г.).
- Диплом смотра-конкурса «Золотая капитель» в номинации «Многоэтажные жилые дома» за работу «Жилой дом смешанной этажности в микрорайоне „Горский“ в Ленинском районе г. Новосибирска» (2004 г.).
- Благодарность за многолетнюю работу в Новосибирском отделение Союза архитекторов России от Администрации Новосибирской области (2004 г.).
- Малая золотая медаль конкурса «Золотая медаль Сибирской ярмарки» за создание качественной городской среды и высокий уровень архитектуры 5-7-9-этажного жилого дома со встроенными помещениями по проспекту К.Маркса в Ленинском районе (2004 г.).
- Диплом I степени Международной выставки-ярмарки «СТРОЙПРОЕКТ» за проект 5-7-9-этажного дома по пр. К. Маркса в Ленинском районе г. Новосибирск (2004 г.).
- Диплом участника смотра-конкурса «Золотая капитель» в номинации «Здания общественного и промышленного назначения» за работу «Подстанция скорой помощи г. Новосибирск» (2005 г.).
- Почетная грамота участника десятого смотра-конкурса «Золотая капитель» за проект подстанции скорой помощи в Ленинском районе г. Новосибирска (2005 г.).
- Благодарность от мера г. Новосибирска за участие в строительстве подстанции скрой помощи в Ленинском районе г. Новосибирска (2005 г.).
- Диплом «СТРОЙСИБ 2006» в конкурсе «Золотая медаль Сибирской ярмарки»[6] (2006 г.).
- Диплом участника смотра-конкурса «Золотая капитель» в номинации «Многоэтажные жилые здания» за многоэтажный жилой дом с помещениями общественного назначения по ул. Стартовая г. Новосибирска (2006 г.).
- Диплом I международного конкурса «Идея*Краспан*фасад» за инновационное применение систем краспан в фасадном строительстве — Подстанция скорой медицинской помощи г. Новосибирск (2007 г.).
- За большой личный творческий вклад в архитектуру жилых и общественных зданий, а также многолетнюю творческую деятельность Федоскиной Валентине Яковлевне присвоено звание «Почетный архитектор России».
- Диплом смотра-конкурса «Золотая капитель» в номинации «Здание общественного назначения» за проект НОУ СИМОР (вторая очередь строительства)[7] (2009 г.)
- Почетная грамота за большой вклад в архитектуру г. Новосибирска, за дело укрепления роли творческого союза и в связи с празднованием 75-летия организации Новосибирского Союза Архитекторов России (2009 г.).